# 西沙洲
西沙洲（英语：West Sand）位于中国南海西沙群岛的宣德群岛西北面，赵述岛以西约3海里，与赵述岛同位于一个礁盘上，坐落在礁盘西面（赵述岛位于礁盘东面）。因为是宣德群岛最西的一座沙洲，故名。是一座由珊瑚沙堆积而成，正在扩大中的沙洲，呈椭圆形。面积0.2平方公里，海拔2米。沙洲上沙层内有丰富的淡水资源，尚无植被。1935年公布名称为“西滩”。1947年和1983年公布名称为“西沙洲”。中国渔民称其为“船暗尾”，意即赵述岛的尽头。目前西沙州形状尚未定型可能会被大风浪所改变。
西沙洲现有中华人民共和国政府实际控制，行政上划归海南省三沙市西沙区管辖。归属七连屿管理委员会管辖。